# Dřetovice
Dřetovice település Csehországban, a Kladnói járásban. Dřetovice Zákolany, Zájezd, Koleč, Stehelčeves, Třebusice, Brandýsek és Libochovičky településekkel határos. Lakosainak száma 448 fő (2024. január 1.).

## Népesség
A település lakosságának változását az alábbi diagram mutatja:
| Lakosok száma | 701  | 872  | 905  | 663  | 476  | 401  | 485  | 472  | 456  | 448  |
|               | 1869 | 1890 | 1921 | 1950 | 1980 | 2001 | 2017 | 2019 | 2022 | 2024 |